# Polymere optische Faser

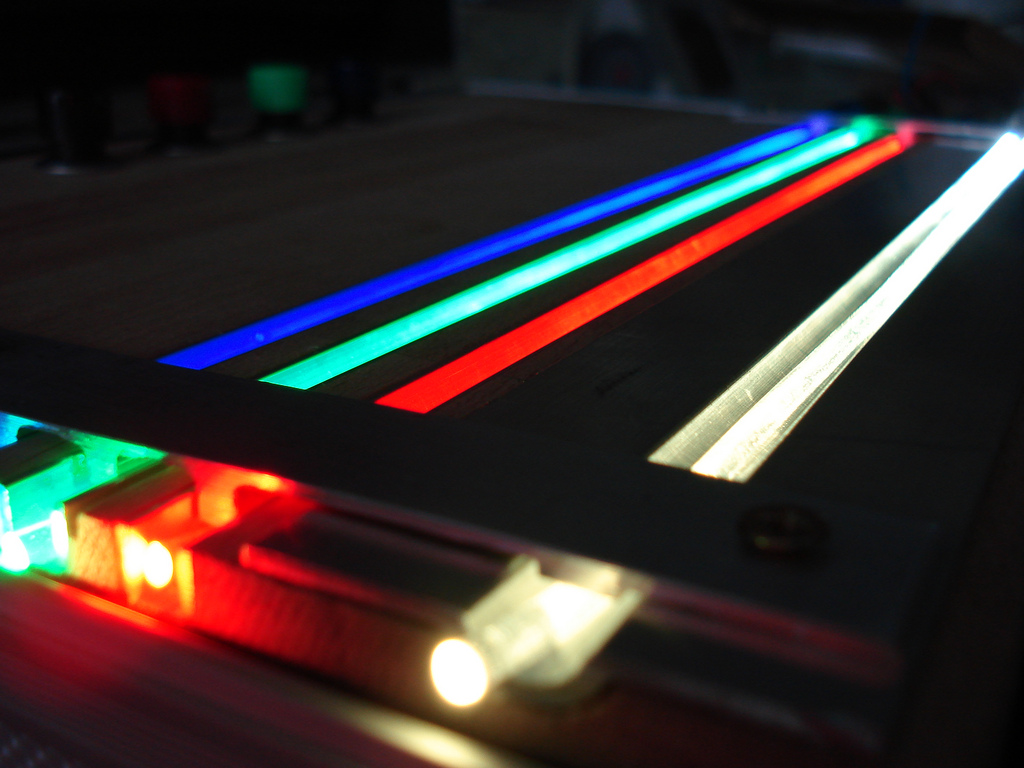
Polymere Seitenlichtfasern

Polymere optische Fasern (kurz POF, englisch für polymeric optical fiber oder auch plastic optical fibre) sind Lichtwellenleiter aus Kunststoff, die primär für die Datenübertragung eingesetzt werden, in Form von Seitenlichtfasern aber auch in der (indirekten) Beleuchtung zum Einsatz kommen.
Insbesondere in der Kurzstrecken-Datenübertragung gelten POF aufgrund ihrer einfachen Konfektionierung als Alternative zur ansonsten meistverwendeten Glasfaser.

## Einordnung
| Fasertyp              | Kern/Mantel             | Einsatzgebiet                                                          | Entfernung |
| --------------------- | ----------------------- | ---------------------------------------------------------------------- | ---------- |
| Mono-Mode- Glasfaser  | 00,9/125 µm 0,10/125 µm | Telekommunikation                                                      | über 10 km |
| Multi-Mode- Glasfaser | 0,50/125 µm 62,5/125 µm | lokale Netze in mittleren Arealen, Anlagen, Gebäude, Telekommunikation | bis 2 km   |
| HCS-Faser             | ,200/230 µm             | lokale Netze in Gebäuden und Industrie                                 | bis 2 km   |
| POF-Kunststoff        | ,980/1000 µm            | lokale Netze in Gebäuden, Industrie und KFZ                            | bis 100 m  |

Man unterscheidet bei Lichtwellenleitern folgende Typen:
- Quarz/Quarz-Faser-Kabel (englisch Silica-Silica-Fiber)
- PCS-Kabel auch (HCS, PCF) (Plastic Cladding Silica Fiber), dieses besteht aus einer Kombination von Kernglas (dotiertes, undotiertes Glas) und einem Plastikmantel
- APF-Kabel (All Plastic Fiber), die optische Polymerfaser (POF).

Es werden folgende POF-Kabel unterschieden:
- „einadrig“
  - Stufenindex (SIF)(SI-POF)
  - Gradientenindex (GI-POF)
  - Multi Step Index (MSI-POF)
- „mehradrig“
  - Multicore POF (MC-POF)
  - Aufbau wie Zwillingslitze

## Aufbau
Eine übliche 1-mm-Polymerfaser besteht aus einem Kern aus Polymethylmethacrylat (PMMA) mit einem Überzug (cladding) aus fluoriertem Acrylat oder Fluorpolymer, welches einen geringeren Brechungsindex hat, um eine Lichtführung durch den Effekt der Totalreflexion im Kern zu ermöglichen.
Die Faser samt cladding ist durch einen Mantel aus meist schwarzem, oft aber auch farbigem chloriertem (flammhemmend) Polyethylen oder Polyvinylchlorid geschützt, der üblicherweise 2,2 mm Außendurchmesser hat.
Die großen Kerndurchmesser erlauben einfache Steckverbindungen und das Ein- und Auskoppeln (Leuchtdioden, Fotodioden) ohne teure optische Elemente. Spleißen ist unüblich. Der Einsatztemperaturbereich beträgt zum Beispiel -55…+85 °C.
Nach IEC 60793-2 sind folgende Stufenindexfasern genormt:
1000±60 µm (Kategorie A4a)
750±45 µm (Kategorie A4b)
500±30 µm (Kategorie A4c)
Für sehr kleine Biegeradien (3 mm) werden auch Faserbündel mit Außendurchmesser 1 mm gefertigt.

### Technische Daten
Für das Standardprodukt (1 mm PMMA-Faser) werden zum Beispiel folgende Daten angegeben:
- Numerische Apertur 0,5±0,15
- Dämpfung 0,19 dB/m bei Wellenlänge 650 nm (rotes Licht)[3][4], weiteres Dämpfungsminimum <0,1 dB/m bei 520 nm (grün)[1]
- Bandbreiten-Längen-Produkt > 10MHz·100m[4]

Durch letzteres (Mehrwegeausbreitung) und durch die vergleichsweise hohe Dämpfung ist die Übertragungslänge bzw. die Datenrate sehr viel geringer als bei Monomode-Glasfasern.
Zur Erhöhung der Bandbreite und „auf Kosten“ der Numerischen Apertur werden auch Mehrfach-Stufenindex-Fasern (multi step index) und Gradientenfasern (graded index) hergestellt. Mit letzteren werden über 100 m Datenraten bis 2 Gbit/s erreicht.
Komplett aus Fluorpolymer gefertigte Gradiantenindex-Fasern erreichen 0,01…0,02 dB/m Dämpfung im bei Glasfasern gängigen Infrarot-Wellenlängenbereich von 850…1300 nm und es werden Datenraten von 10 bis 40 GBit/s über 100 m angegeben.
Der minimale Biegeradius für PMMA-Standardfasern ist z. B. mit 25 mm angegeben (bei 90° Abwinkelung beträgt der Auskoppelverlust <1 dB, >10.000 Biegezyklen). Die Fasern verhalten sich elastischer und robuster als Glasfasern oder Kupferleitungen und werden sogar zu schleppkettentauglichen Kabeln verarbeitet.

## Vor- und Nachteile
Die Vorteile der POF liegen – analog zur Glasfaser – in ihrem geringen Gewicht, ihrer hohen Flexibilität und ihrer Unempfindlichkeit gegenüber elektromagnetischen Einflüssen (elektromagnetische Verträglichkeit). Aufgrund der im Vergleich zur Glasfaser einfachen und nahezu universell einsetzbaren Verbindungstechniken finden POF insbesondere Anwendung bei kurzen Datenübertragungsstrecken, so beispielsweise innerhalb von Gebäuden und Räumen, innerhalb von Geräten, mechanischen Anlagen oder auch Personenkraftwagen (siehe auch: MOST-Bus). Der Einsatzzweck kann auch die elektrische Potentialtrennung von Hochspannung oder einer Störquelle sein.
Die wesentlichen Nachteile der POF sind ihre hohe Dämpfung (etwa 0,1 dB/m bei einer Wellenlänge von 650 nm) sowie der technische Aufwand bei der Herstellung von Gradientenindexfasern und Monomodefasern. Durch die hohe Dämpfung ist die maximale Länge der Faser ohne Verstärkung etwa 100 bis 120 m. Eine hohe Dispersion sowie Mehrwegeausbreitung führen zu einem im Vergleich zu Monomode-Glasfasern geringen maximalen Bandbreitenlängenprodukt einer Übertragungsstrecke.

## Einsatz in der Datenübertragung

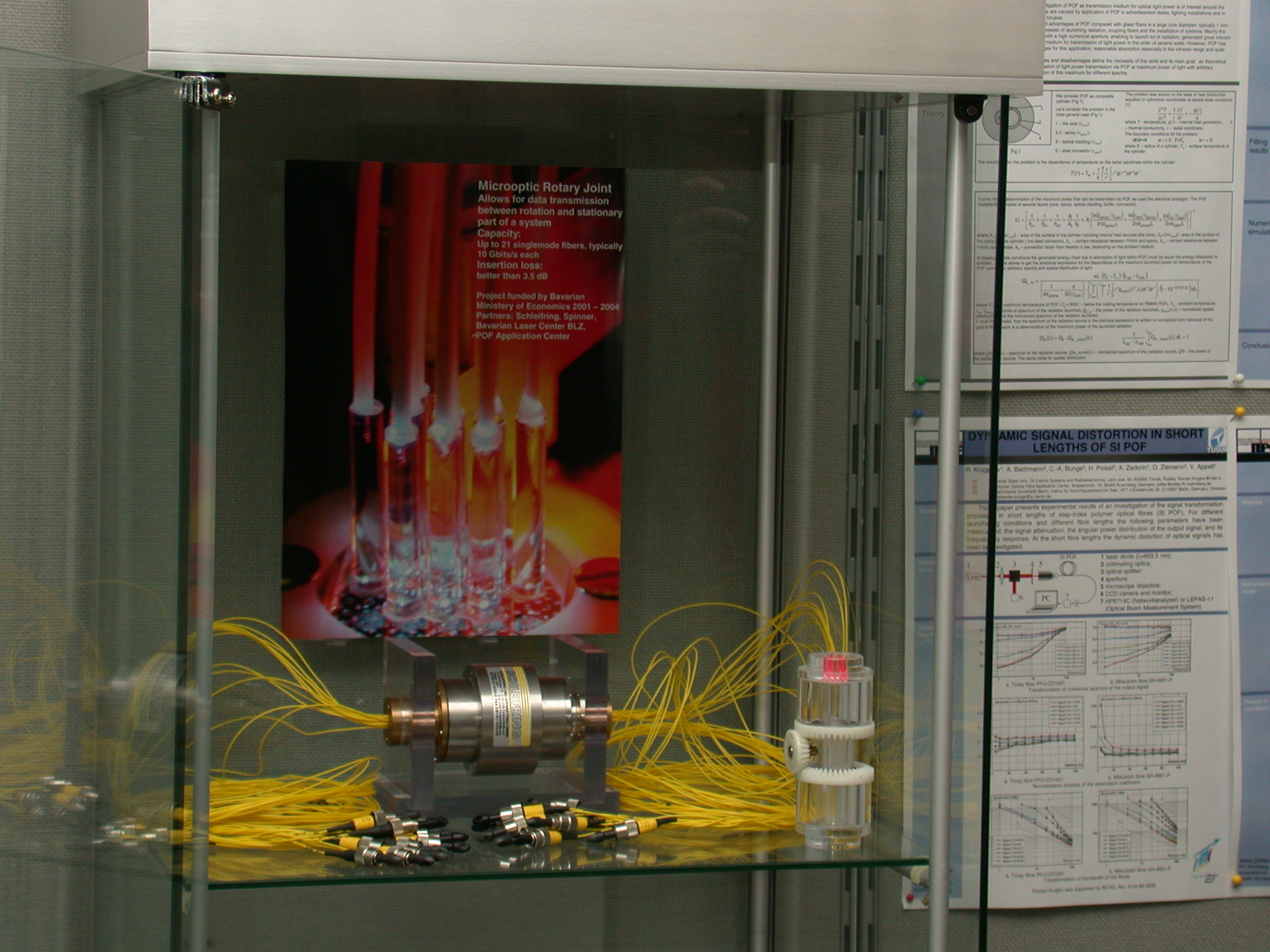
Drehgeber mit Lichtwellenleiter zur rotativen Datenübertragung - Entwicklung am POF der TH Nürnberg

In der Praxis werden mit Polymerfasern Übertragungsgeschwindigkeiten von 1 Gbit/s bei 50 m Leitungslänge erreicht. Im Rahmen von Übertragungsversuchen mit Gradientenindexfasern wurden im Jahr 2002 allerdings bereits 1,25 Gbit/s über 1 km und im Jahr 2010 10 Gbit/s über 15 m erreicht. Im Laborexperiment wurde die Robustheit gegenüber Biegen bei 40 Gb/s über 50 m Plastikfaser untersucht.
Die Übertragungsfenster der Stufenindex-POF befinden sich im sichtbaren Bereich des elektromagnetischen Spektrums. Als Sender werden meist Leuchtdioden (LED) mit einer Wellenlänge von 650 nm verwendet. Zwar ist auch der blaugrüne Bereich transparenter, jedoch sind bislang keine effizienten und preiswerten Emitter verfügbar, weshalb der Wellenlängenbereich in der Praxis kaum eine Rolle spielt. Zudem liegt die maximale spektrale Empfindlichkeit der zum Empfang verwendeten Silizium-Photodioden ebenfalls am langwelligen Ende des Lichtspektrums.
Die Koppelung von Leuchtdioden mit Standardpolymerfasern (POF mit 1 mm Kern- und 2,2 mm Außendurchmesser) kann beispielsweise durch eine an die LED angeformte Hülse mitsamt Linse erfolgen, vor welcher das polierte oder auch lediglich abgeschnittene Faserende fixiert wird. Darüber hinaus existieren auch Stecksysteme für die wiederholte Benutzung, die beispielsweise bei der digitalen Audiosignalübertragung zum Einsatz kommen (siehe auch: Toslink). Eine weitere Fixierung der Kunststoff-Lichtwellenleiter, die im MOST-Bus verwendet wird kann über das Laserdurchstrahlschweißen erfolgen. Bei dünneren, weniger dispersen Gradientenindexfasern werden auch Laserdioden als Sender verwendet.
Für POF-Kabel gibt es TOSLINK- und spezielle HFBR- und OVK-Stecker, auch SMA-, F-SMA-, EM-RJ- und der ST-Stecker sowie POF Verbinder, steckerlos und FO5-, FO7-Stecker, sind auch erhältlich.

## Ehemalige Produkte
GRINIFIL war der geschützte Markenname einer Gruppe von Lichtwellenleitern, die in der DDR Plastlichtleiter genannt wurden.